# Bakoa
Bakoa, monotipski biljni rod iz porodice kozlačevki smješten u tribus Schismatoglottideae. Jedina vrsta je B. lucens, endem sa Bornea.
Nekada su u ovaj rod uključivane i vrste Bakoa brevipedunculata, sinonim je za Gosong brevipedunculata, a Bakoa nakamotoi S.Y.Wong za Bakoaella nakamotoi.

## Sinonimi
- Piptospatha lucens (Bogner) Bogner & A.Hay
- Hottarum lucens Bogner